# Iolaphilus dianae
Iolaphilus dianae är en fjärilsart som beskrevs av Heath 1983. Iolaphilus dianae ingår i släktet Iolaphilus och familjen juvelvingar. Inga underarter finns listade i Catalogue of Life.